# 孟加拉国工会中心
孟加拉国工会中心是孟加拉国的一个全国性工会联合会。该组织与孟加拉国共产党保持政治上的联系，尽管该组织近年来已在名义上成为独立的组织。该组织的总部位于达卡。该组织是世界工会联合会的成员。